# Masovna pucnjava u Ostravi
Masovna pucnjava u Ostravi dogodila se 10. prosinca 2019. godine u Sveučilišnoj bolnici u Ostravi na istoku Češke. Šestero ljudi je ubijeno, a tri su osobe ranjene te je napadač, 42-godišnji Ctirad Vitásek, nakon bijega iz bolnice izvršio samoubojstvo. 

## Ctirad Vitásek
Vitásek je bio inženjer u firmi AZ-Intergrips. Direktor Ales Zygula potvrdio je njegov identitet i dodao kako je Vitásek bio na bolovanju mjesec i pol dana vjerujući kako je ozbiljno bolestan, ali da mu nitko ne želi pomoći. Policiji je bio poznat otprije, njegov kriminalni dosje već je uključivao nasilne napade i pljačku.

## Napad
Prema izjavama ravnatelja bolnice Vitásek je bio miran u čekaonici te je odjednom ustao i počeo pucati ustrijelivši devetero ljudi od kojih je petero preminulo odmah te je jedna osoba podlegla ozljedama kasnije. Napad je izvršen devet milimetarskim pištoljem češke proizvodnje na odjelu za traumatologiju Sveučilišne bolnice u Ostravi, napadač nije posjedovao dovolu za oružje.
 

Vitasek je ušao na odjel za traumatologiju oko 7 sati i 15 minuta gdje je bilo tridesetak ljudi, podigao je pištolj i prislonio ga sebi uz glavu, potom je pištolj spustio i ubrzo otvorio vatru. Nakon tri hica oružje se zaglavilo, počinitelj je otklonio kvar nakon nekoliko sekundi te nastavio paljbu, prema izjavama svjedoka Vitásek je izgledao uznemireno i rastrojeno te nenaviknuto na oružje. Napadač je nakon pucnjave pobjegao iz bolnice u sivom Renaultu Laguna; bolnica i sveučilište su evakuirani, nakon višesatne potrage češke policije i specijalaca lociran je traženi automobil. Prije nego što je policija uspjela reagirati čuo se pucanj. Vitásek si je pucao u glavu u trenutku kada je policijski helikopter prelijetao iznad njegovog automobila te je preminuo pola sata kasnije od nanesenih ozljeda.
U potrazi za Vitásekom sudjelovalo je oko 200 čeških policajaca te dva policijska helikoptera. Ubojstvo u Sveučilišnoj bolnici u Ostravi druga je najveća masovna pucnjava u Češkoj. Godine 2015. naoružani muškarac ubio je osmero ljudi u restoranu u gradu Uhersky Brod te je potom presudio sebi.
Napad je potaknuo javnu raspravu o zabrani poluautomatskog oružja u Češkoj, ali vladajuća većina premijera Babiša napad nije vidjela kao razlog za zabranu niti navedenu vrstu oružja kao dodatnu prijetnju društvu. 